# Liste des lépidoptères ravageurs des rosiers
Les rosiers (Rosa spp.) sont attaqués par les larves de nombreuses espèces de Lépidoptères dont :

## Espècesmonophages, strictement inféodées au genreRosa
- Porte-cases (Coleophora) :
  - Coleophora gryphipennella
  - Coleophora rosacella
  - Coleophora rosaefoliella

## Espècespolyphagesprésentes également sur d'autres genres queRosa
- Cul-brun (Euproctis chrysorrhoea)
- Bucéphale (Phalera bucephala)
- Porte-cases (Coleophora) :
  - Coleophora paripennella
  - Coleophora potentillae
- Phalène sillonnée (Hemithea aestivaria)
- Cidarie roussâtre (Chloroclysta truncata)
- Noctuelle cuivrée (Amphipyra pyramidea)
- Crête de coq (Ptilodon capucina)
- Trident (Acronicta tridens)
- Phalène de l'olivier (Gymnoscelis rufifasciata)
- Petit paon de nuit (Saturnia pavonia)
- Endoclita malabaricus
- Boarmie crépusculaire (Ectropis crepuscularia)
- Psi (Acronicta psi)
- Hespérie de la mauve (Pyrgus malvae)
- Hypercompe indecisa
- Hibernie défeuillante (Erannis defoliaria)
- Noctuelle du salsifis (Amphipyra tragopoginis)
- Selenia tetralunaria
- Phalène de la mancienne (Crocallis elinguaria)
- Phalène brumeuse (Operophtera brumata)
- Tordeuses :
  - Tordeuse des buissons (Archips rosana)
  - Tordeuse des fruits (Archips podana)
  - Croesia bergmanniana